# Asilus auripilus
Asilus auripilus är en tvåvingeart som beskrevs av Johann Wilhelm Meigen 1830. Asilus auripilus ingår i släktet Asilus och familjen rovflugor.
Artens utbredningsområde är Österrike. Inga underarter finns listade i Catalogue of Life.